# Liste des lieux patrimoniaux du comté de Huron
Cet article recense les lieux patrimoniaux de comté de Huron en Ontario inscrits au répertoire des lieux patrimoniaux du Canada, qu'ils soient de niveau provincial, fédéral ou municipal.

## Liste
| [ 1 ] | Lieu patrimonial                           | Illustration                               | Municipalité                    | Adresse                     | Coordonnées      | No    | Constr. | Prot.                                    | Rec. | Notes |
| ----- | ------------------------------------------ | ------------------------------------------ | ------------------------------- | --------------------------- | ---------------- | ----- | ------- | ---------------------------------------- | ---- | ----- |
| M     | Carolinian Oak Tree                        | Téléverser                                 | Ashfield-Colborne-Wawanosh (en) | 81340, Mill Place           | 43.7522 -81.7163 | 15674 |         | Municipal Heritage Designation (Part IV) | 1991 |       |
| M     | Menesetung Bridge                          | Menesetung Bridge                          | Ashfield-Colborne-Wawanosh (en) |                             | 43.7519 -81.7151 | 15690 | 1907    | Municipal Heritage Designation (Part IV) | 1993 |       |
| M     | Acheson House                              | Acheson House                              | Goderich                        | 55, Nelson Street East      | 43.7456 -81.7083 | 14797 | 1881    | Municipal Heritage Designation (Part IV) | 1990 |       |
| M     | Captain Dancy House                        | Captain Dancy House                        | Goderich                        | 108, East Street            | 43.743 -81.7062  | 14145 |         | Municipal Heritage Designation (Part IV) | 1978 |       |
| M     | The Cottage                                | The Cottage                                | Goderich                        | 135, Essex Street           | 43.7376 -81.724  | 15293 |         | Municipal Heritage Designation (Part IV) | 1990 |       |
| M     | Ford House                                 | Ford House                                 | Goderich                        | 34, Wellington Street South | 43.742 -81.7178  | 15252 |         | Municipal Heritage Designation (Part IV) | 1986 |       |
| M     | Former Bank of Upper Canada Building       | Former Bank of Upper Canada Building       | Goderich                        | 46, West Street             | 43.7429 -81.713  | 14181 | 1863    | Municipal Heritage Designation (Part IV) | 1992 |       |
| M     | Garrow House                               | Garrow House                               | Goderich                        | 65, Montreal Street         | 43.7414 -81.7134 | 14146 |         | Municipal Heritage Designation (Part IV) | 1987 |       |
| M     | Garvey House                               | Téléverser                                 | Goderich                        | 97, St. Patrick             | 43.7439 -81.7157 | 14590 |         | Municipal Heritage Designation (Part IV) | 1981 |       |
| M     | Geary House                                | Geary House                                | Goderich                        | 133, St. Georges Crescent   | 43.7457 -81.7155 | 14147 |         | Municipal Heritage Designation (Part IV) | 1981 |       |
| M     | Gibbons Townhouse                          | Gibbons Townhouse                          | Goderich                        | 33, Montreal Street         | 43.7422 -81.7124 | 14148 |         | Municipal Heritage Designation (Part IV) | 1981 |       |
| M     | Goderich Canadian Pacific Railway Station  | Goderich Canadian Pacific Railway Station  | Goderich                        | 1, Ship                     | 43.7446 -81.7259 | 14594 | 1907    | Municipal Heritage Designation (Part IV) | 2005 |       |
| M     | Goderich Public Library                    | Goderich Public Library                    | Goderich                        | 52, Montreal Street         | 43.7414 -81.7136 | 14182 | 1904    | Municipal Heritage Designation (Part IV) | 1978 |       |
| M     | Goderich Town Hall                         | Goderich Town Hall                         | Goderich                        | 57, West Street             | 43.7431 -81.7141 | 14162 | 1890    | Municipal Heritage Designation (Part IV) | 1978 |       |
| M     | Hands Bakery                               | Hands Bakery                               | Goderich                        | 169, West Street            | 43.743 -81.7187  | 14163 |         | Municipal Heritage Designation (Part IV) | 1978 |       |
| M     | Henry Horton Cottage                       | Henry Horton Cottage                       | Goderich                        | 156, East Street            | 43.743 -81.7039  | 14721 |         | Municipal Heritage Designation (Part IV) | 1978 |       |
| M     | Hunter House                               | Hunter House                               | Goderich                        | 66, Victoria Street         | 43.7458 -81.7078 | 14164 |         | Municipal Heritage Designation (Part IV) | 1989 |       |
| M     | Hutchinson House                           | Hutchinson House                           | Goderich                        | 191, Britannia Road West    | 43.7392 -81.721  | 14902 |         | Municipal Heritage Designation (Part IV) | 1978 |       |
| M     | Huron County Museum                        | Huron County Museum                        | Goderich                        | 110, North Street           | 43.747 -81.7112  | 14165 | 1989    | Municipal Heritage Designation (Part IV) | 1982 |       |
| M     | Judges' House                              | Judges' House                              | Goderich                        | 85, Essex                   | 43.7401 -81.7241 | 14589 | 1877    | Municipal Heritage Designation (Part IV) | 1986 |       |
| M     | Lawson House                               | Téléverser                                 | Goderich                        | 37, Essex                   | 43.7417 -81.7223 | 14806 | 1857    | Municipal Heritage Designation (Part IV) | 1978 |       |
| M     | Menesetung Bridge                          | Menesetung Bridge                          | Goderich                        |                             | 43.7515 -81.714  | 14596 | 1907    | Municipal Heritage Designation (Part IV) | 1993 |       |
| M     | Polley's Livery Stable                     | Polley's Livery Stable                     | Goderich                        | 35, South Street            | 43.7415 -81.7112 | 14202 | 1840    | Municipal Heritage Designation (Part IV) | 1985 |       |
| F     | Prison du comté de Huron                   | Prison du comté de Huron                   | Goderich                        | 181 Victoria Street North   | 43.7496 -81.7079 | 12027 | 1841    | LHN                                      | 1973 |       |
| M     | Samuel Platt House                         | Samuel Platt House                         | Goderich                        | 148, Victoria Street North  | 43.7481 -81.7078 | 14937 |         | Municipal Heritage Designation (Part IV) | 1981 |       |
| M     | Seegmiller House                           | Téléverser                                 | Goderich                        | 87, St. Patrick Street      | 43.7438 -81.7147 | 14144 |         | Municipal Heritage Designation (Part IV) | 1978 |       |
| M     | Sloane-Cooper House                        | Sloane-Cooper House                        | Goderich                        | 80, Hamilton Street         | 43.745 -81.7086  | 14166 |         | Municipal Heritage Designation (Part IV) | 1987 |       |
| M     | The Square                                 | The Square                                 | Goderich                        |                             | 43.743 -81.7112  | 7450  |         | Heritage Conservation District (Part V)  | 1982 |       |
| M     | Strachan House                             | Strachan House                             | Goderich                        | 20, Wellington Street South | 43.7424 -81.7178 | 15251 |         | Municipal Heritage Designation (Part IV) | 1978 |       |
| M     | Thomas Mercer Jones House                  | Thomas Mercer Jones House                  | Goderich                        | 168, West                   | 43.743 -81.7189  | 14167 | 1839    | Municipal Heritage Designation (Part IV) | 1987 |       |
| M     | Tom House                                  | Tom House                                  | Goderich                        | 82, Wellesley Street        | 43.7404 -81.7211 | 14168 | 1888    | Municipal Heritage Designation (Part IV) | 1990 |       |
| M     | Wellesley House                            | Wellesley House                            | Goderich                        | 203, Lighthouse Street      | 43.7421 -81.7208 | 14169 | 1850    | Municipal Heritage Designation (Part IV) | 1985 |       |
| M     | West Street Heritage Conservation District | West Street Heritage Conservation District | Goderich                        | West Street                 | 43.7429 -81.7131 | 14681 |         | Heritage Conservation District (Part V)  | 1993 |       |
| M     | Whitely House                              | Whitely House                              | Goderich                        | 58, Elgin Avenue East       | 43.7405 -81.7089 | 14947 |         | Municipal Heritage Designation (Part IV) | 1978 |       |
| M     | Box Residence                              | Téléverser                                 | Huron East (en)                 | 57, High Street             | 43.5523 -81.3959 | 14563 | 1927    | Municipal Heritage Designation (Part IV) | 1990 |       |
| M     | Britton House                              | Téléverser                                 | Huron East (en)                 | 12, Church                  | 43.5549 -81.3953 | 15688 | 1871    | Municipal Heritage Designation (Part IV) | 1978 |       |
| M     | Brussels Library                           | Brussels Library                           | Huron East (en)                 | 402, Turnberry Street       | 43.7443 -81.2497 | 15405 | 1909    | Municipal Heritage Designation (Part IV) | 2008 |       |
| M     | Cameron House                              | Téléverser                                 | Huron East (en)                 | 84354, McNabb Line          | 43.7086 -81.1903 | 15406 | 1869    | Municipal Heritage Designation (Part IV) | 1987 |       |
| M     | Cardno Block                               | Téléverser                                 | Huron East (en)                 | 39, Main Street S.          | 43.5544 -81.3926 | 14565 | 1877    | Municipal Heritage Designation (Part IV) | 1980 |       |
| M     | Carnohan House                             | Téléverser                                 | Huron East (en)                 | 123, James Street           | 43.5569 -81.3985 | 14568 | 1873    | Municipal Heritage Designation (Part IV) | 1983 |       |
| M     | Carroll Residence                          | Téléverser                                 | Huron East (en)                 | 131, Goderich Street        | 43.5563 -81.3999 | 14569 | 1875    | Municipal Heritage Designation (Part IV) | 1978 |       |
| M     | Commercial Hotel                           | Téléverser                                 | Huron East (en)                 | 84, Main Street South       | 43.5514 -81.395  | 15407 | 1895    | Municipal Heritage Designation (Part IV) | 1984 |       |
| M     | Cornish Residence                          | Téléverser                                 | Huron East (en)                 | 17, Helen Street            | 43.5568 -81.3982 | 14850 | 1870    | Municipal Heritage Designation (Part IV) | 1978 |       |
| M     | Doig Residence                             | Téléverser                                 | Huron East (en)                 | 98, Goderich Street West    | 43.5555 -81.3981 | 14851 |         | Municipal Heritage Designation (Part IV) | 1978 |       |
| M     | Hansen Residence                           | Téléverser                                 | Huron East (en)                 | 23, Sparling Street         | 43.5555 -81.4    | 14566 | 1855    | Municipal Heritage Designation (Part IV) | 1978 |       |
| M     | Harpurhey Cemetery                         | Téléverser                                 | Huron East (en)                 | Harpurhey Road              | 43.5602 -81.4165 | 15408 | 1848    | Municipal Heritage Designation (Part IV) | 1986 |       |
| M     | Horthy House                               | Horthy House                               | Huron East (en)                 | 87, Main Street North       | 43.5566 -81.3907 | 15409 | 1872    | Municipal Heritage Designation (Part IV) | 1978 |       |
| M     | McIver Residence                           | Téléverser                                 | Huron East (en)                 | 41, John Street             | 43.5532 -81.3951 | 14582 | 1874    | Municipal Heritage Designation (Part IV) | 1978 |       |
| M     | Moncrieff Church                           | Téléverser                                 | Huron East (en)                 | 83506, Livingston Line      | 43.6434 -81.1538 | 15423 | 1912    | Municipal Heritage Designation (Part IV) | 1989 |       |
| M     | Mullen House                               | Téléverser                                 | Huron East (en)                 | 92, Goderich Street         | 43.5551 -81.3971 | 14570 | 1886    | Municipal Heritage Designation (Part IV) | 1978 |       |
| M     | Pinkney House                              | Téléverser                                 | Huron East (en)                 | 31, Goderich Street West    | 43.5563 -81.3999 | 15415 | 1846    | Municipal Heritage Designation (Part IV) | 1985 |       |
| M     | Pletsch Residence                          | Téléverser                                 | Huron East (en)                 | 19, Sparling Street         | 43.5558 -81.3998 | 14530 | 1895    | Municipal Heritage Designation (Part IV) | 1990 |       |
| M     | Round House                                | Téléverser                                 | Huron East (en)                 | 140, Duke Street            | 43.557 -81.3884  | 14592 |         | Municipal Heritage Designation (Part IV) | 1978 |       |
| M     | Seaforth Heritage Conservation District    | Téléverser                                 | Huron East (en)                 | Main Street                 | 43.5516 -81.3949 | 15418 |         | Heritage Conservation District (Part V)  | 1984 |       |
| M     | Seaforth Town Hall                         | Téléverser                                 | Huron East (en)                 | 72, Main Street             | 43.5516 -81.3949 | 14567 | 1894    | Municipal Heritage Designation (Part IV) | 1977 |       |
| M     | The Former Seaforth Public School          | Téléverser                                 | Huron East (en)                 | 13, Church Street           | 43.5551 -81.3953 | 15421 | 1867    | Municipal Heritage Designation (Part IV) | 1985 |       |
| M     | The Shepherd Residence                     | Téléverser                                 | Huron East (en)                 | 148, Goderich Street West   | 43.5568 -81.4011 | 15956 | 1889    | Municipal Heritage Designation (Part IV) | 1991 |       |
| M     | Vanastra Park Gate and Posts               | Téléverser                                 | Huron East (en)                 | London Road                 | 43.5822 -81.5286 | 15424 |         | Municipal Heritage Designation (Part IV) | 1984 |       |
| M     | Van Egmond Residence                       | Téléverser                                 | Huron East (en)                 | 80, Kippen Road             | 43.5393 -81.4053 | 15422 |         | Municipal Heritage Designation (Part IV) | 1977 |       |
| M     | Victoria Park                              | Téléverser                                 | Huron East (en)                 |                             | 43.5515 -81.3935 | 15425 | 1875    | Municipal Heritage Designation (Part IV) | 1977 |       |
| M     | W.J. Carling House                         | Téléverser                                 | South Huron (en)                | 73, Huron Street West       | 43.21 -81.29     | 7790  | 1895    | Municipal Heritage Designation (Part IV) | 2006 |       |